# Jimbo Fisher
John James "Jimbo" Fisher, Jr. (9 de octubre de 1965) es un entrenador de fútbol universitario americano y jugador anterior. Es actualmente entrenador de cabeza en Florida Universidad Estatal.
Como estudiante sénior en Samford Universidad Fisher era el 1987 NCAA División III Jugador Nacional del Año. De 2000 hasta que 2006 sirva coordinador tan ofensivo y quarterbacks entrenador en Luisiana Universidad Estatal (LSU). De 2007 a 2009 sea coordinador ofensivo, quarterbacks entrenador y, empezando en 2007, entrenador de cabeza-en-esperando a la Florida Estatal Seminoles. Bobby Bowden, el entrenador de cabeza de Estado de Florida de 34 años, retirados después del aspecto del equipo en su 28.º bol consecutivo juego el 1 de enero de 2010. Fisher Tomó encima tan entrenador de cabeza pronto después de que. Estado de Florida es Fisher primera posición de entrenamiento de la cabeza y él les dirigieron a un 10@–4 registro durante su primera estación. El año inaugural suyo marcado FSU primer 10-ganar estación desde entonces 2003 y primer aspecto en el ACC Juego de Campeonato desde entonces 2005. En la 2012 estación, dirija el Seminoles a 12@–2 récord y victoria en el Bol Naranja, seguido por un 14@–0 récord y BCS Campeonato Nacional para la 2013 estación y finalmente un 29-el juego gana streak antes de perder a Oregón en el Bol de Rosa para acabar la 2014 estación con un 13@–1 registro.

## Biografía

### De fondo
Nacido en Clarksburg, Virginia Occidental, Fisher atendió Instituto de Joven de Vista Del norte e Instituto de Libertad antes de ir a Salem Universidad (ahora Salem Universidad Internacional) en Salem, Virginia Occidental donde juegue quarterback debajo entrenador de cabeza Terry Bowden de 1985 a 1986. Cuándo Bowden dejó para Samford Universidad en Birmingham, Alabama, Fisher transfirió con él para jugar su estación final para el Bulldogs donde esté nombrado División III Jugador Nacional del Año. Fisher Todavía aguanta registros escolares múltiples en Samford.
Fisher Jugó una estación en la Liga de Fútbol del #Arena en 1988 para el Chicago Bruisers, entonces rejoined Terry Bowden en Samford como entrenador de ayudante del licenciado que trabaja con quarterbacks de 1988@–1990. Sea posteriormente contratado como la dedicación exclusiva coordinador ofensivo y quarterbacks entrenador. Después de que dos estaciones, Fisher movió con Bowden a Auburn Universidad donde entrene quarterbacks al lado Terry Bowden. En Auburn, Fisher entrenó varios exitoso quarterbacks incluyendo Patrick Nix, quién más tarde serviría coordinador tan ofensivo en Tecnología de Georgia y Miami. Continúe en Auburn hasta que Tommy Tuberville tomó encima tan entrenador de cabeza que sigue Terry Bowden 1998 mid-dimisión de estación.
Fisher Entrenó quarterbacks y era el coordinador ofensivo para uno condimenta en Cincinnati antes de unir Nick Saban personal nuevo en LSU en 2000. Cuándo Saban dejó para el NFL Delfines de Miami Fisher quedados en LSU para continuar su función con Les Miles. En LSU ayude para desarrollar un número de universidad excepcional quarterbacks, incluyendo Josh Botín, Rohan Davey, Mate Mauck y JaMarcus Russell.
Fisher Entrevistó para la posición de entrenamiento de la cabeza en la Universidad de Alabama en Birmingham después de la 2006 estación pero la Universidad de Tablero de Sistema de la Alabama de Trustees vetó la oferta de contrato, chispeando alguna controversia desde el mismo tablero oversees el flagship campus en Tuscaloosa. Gire abajo una invitación de Nick Saban para unir el personal de entrenamiento en la Universidad de Alabama para firmar un contrato como coordinador ofensivo y quarterbacks entrenador en Florida Universidad Estatal, donde reemplace Jeff, el hijo de entonces-Seminoles entrenador Bobby Bowden.
Suyo contrae inicialmente guaranteed un salario de base de 215 000 $ con los incentivos que aumentan el paquete total al bajo 400 000 $ gama. Después de que su primera estación como coordinador ofensivo en Estado de Florida, Fisher estuvo nombrado "entrenador de cabeza en esperar," haciéndole el sucesor eventual para Bobby Bowden. El contrato nuevo pagó Fisher alrededor de 600 000 $ por año con un 2.5 $ millones buyout cláusula. El universitario prometido para pagar $5 millones a Fisher si no sea entrenador de cabeza hecha por enero de 2011.
El 1 de diciembre de 2009, Bowden anunció que se retiraba de entrenar después del Seminoles' upcoming juego de bol en Año Nuevo' Día 2010 en contra Virginia Occidental en el Gator Bol. Fisher Empezó seleccionar su personal de entrenamiento y recruiting jugadores mientras preparando el equipo para su juego de bol por última vez como Bowden ayudante. El Seminoles envió Bowden fuera con una victoria en enero 1. Fisher Aguantó su primer personal que conoce la tarde siguiente. Unos cuantos días más tarde, en enero 5, oficialmente devenga el noveno fútbol de cabeza entrenador en Florida historia Estatal.

### Entrenador de cabeza en Estado de Florida

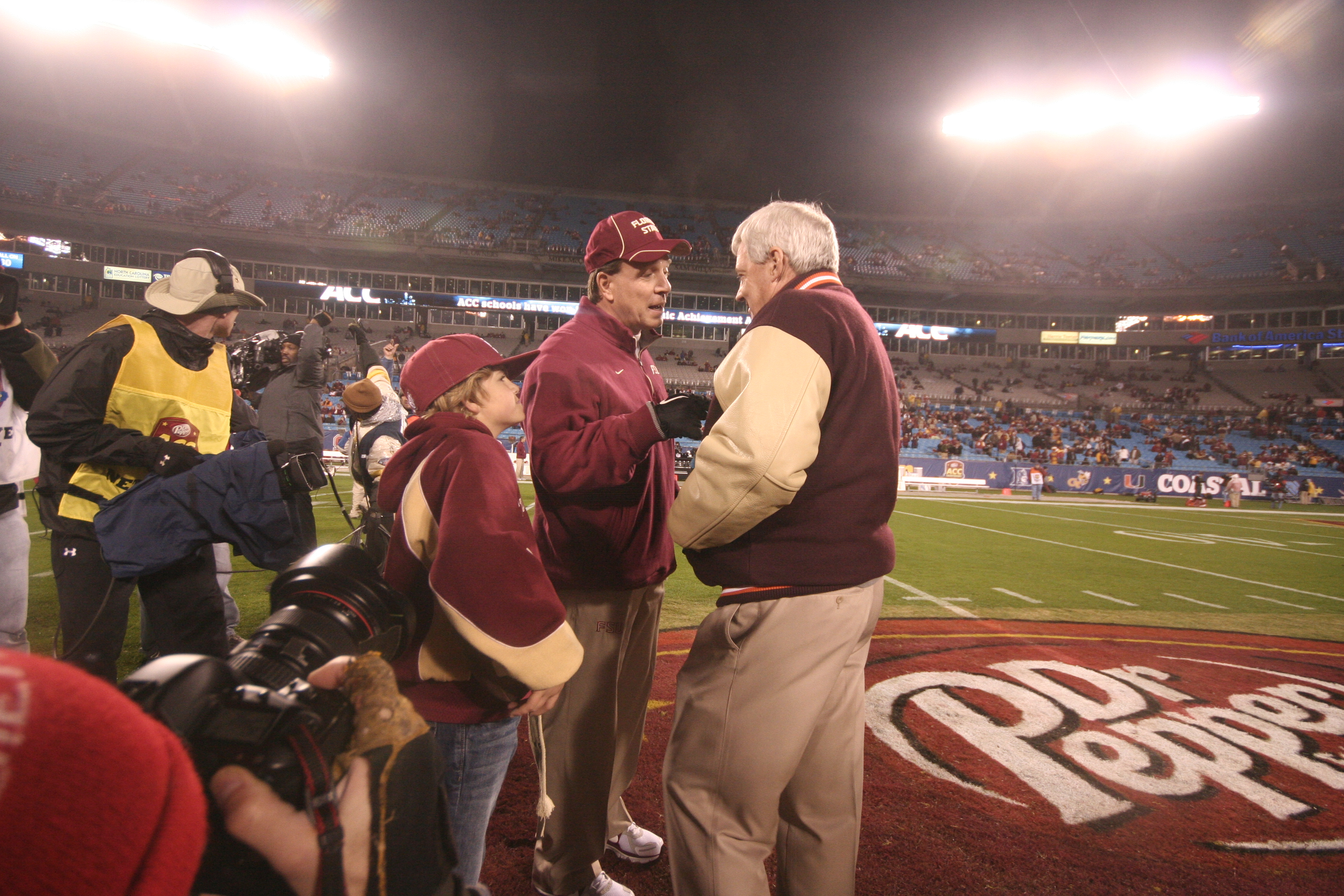
Jimbo Fisher (Izquierdo) y Frank Beamer (correcto) en el 2010 ACC Juego de Campeonato.

Jimbo Fisher introducción oficial cuando entrenador de cabeza tuvo lugar en una Florida rueda de prensa Universitaria Estatal el 7 de enero de 2010. "Atletas facultados, seguros son ganadores," diga. "Mi objetivo es para conseguir la estructura, el personal y los recursos de soporte en colocar para facilitar un plan ganador y conseguir jugadores a la estructura y el inicio que efectúa cambio. Ahora." Fisher Entonces anunció su 2010 personal de entrenamiento:
- Rick Trickett, Entrenador de Cabeza del Ayudante/Entrenador de Línea Ofensiva
- Jay Graham, Coordinador de Equipos Especiales que/Corre Entrenador de Espaldas
- Randy Sanders, Co-Coordinador ofensivo/Quarterbacks Entrenador
- Lawrence Dawsey, Co-Coordinador ofensivo/Entrenador de Auriculares Anchos
- Tim Brewster, Recruiting Coordinador/Entrenador de fines Estancos
- Charles Kelly, Coordinador Defensivo/Entrenador de Espaldas Defensivas
- Bill Miller, Linebackers Entrenador
- Brad Lawing, Entrenador de Fines Defensivos/Fuera de Linebackers
- Odell Haggins, Asocia Entrenador de Cabeza/Defensivo Emprende Entrenador

## Personal
Fisher Y su exmujer Candi tiene dos hijos, Trey y Ethan. Fisher hermano, Bryan, es el coordinador ofensivo en Fairmont Universidad Estatal y su madre, Gloria, teaches química en Robert C. Byrd Instituto en Clarksburg, WV.
Fisher hijo Ethan ha Fanconi anemia. Esto estuvo hablado en el ESPN Noche de lunes juego de Fútbol Universitario el 2 de septiembre de 2013 (Día de Trabajo) entre Estado de Florida y la Universidad de Pittsburgh cuando parte de un esfuerzo por ambas escuelas para levantar concienciación de la enfermedad.
Fisher Ganó el apodo Esbelto Jimbo debido a su afinidad para bocados de carne. Ha mencionado en entrevistas numerosas que desea lanzar una ternera orgánica jerky compañía después de que se retira de entrenar. La compañía presentaría jerky hecho de los animales nativos a ambos el Profundos Del sur y su Virginia Occidental nativa, como caimán, muskrat, y jabalí.
El jueves, 11 de junio de 2015, Fisher y su mujer Candi anunciaron que se habían separado y planeaba el divorcio.[cita requerida]

## Premios
- 1987: División III Jugador Nacional del Año[12]
- 2001: Broyles Entrenador de Ayudante del finalista de Premio del Año[5]
- 2013: AFCA Entrenador Regional del Año[13]
- 2013: Rawlings Fútbol Entrenador Universitario del Año[14]